# 투아노 아르보
투아노 아르보(Thoinot Arbeau)는 프랑스 성직자 Jehan Tabourot (1520년 3월 17일 ~ 1595년 7월 23일)의 어구전철 필명이다. 16세기 후반 프랑스 르네상스 사교 댄스를 연구한 오케소그래피(Orchésographie) 로 가장 유명하다. 그는 디종에서 태어나 랑그르에서 사망했다.
1589년 Orchésographie는 사교 연회 행동과 음악가와 무용수의 상호 작용에 대한 정보를 제공한다. 이는 온라인에서 팩스와 일반 텍스트로 이용 가능하다. 여기에는 무용수와 음악가의 수많은 목판화 가 포함되어 있으며, 음표 옆에 단계에 대한 광범위한 지침이 나열되어 있는 많은 댄스 표가 포함되어 있는데, 이는 당시 무용 표기법에 있어서 획기적인 혁신이었다.